# Linee Aeree Transcontinentali Italiane

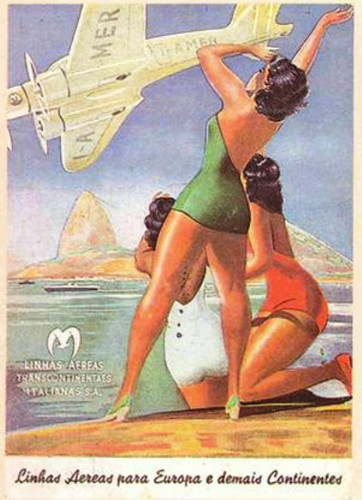
Pubblicità dal Brasile

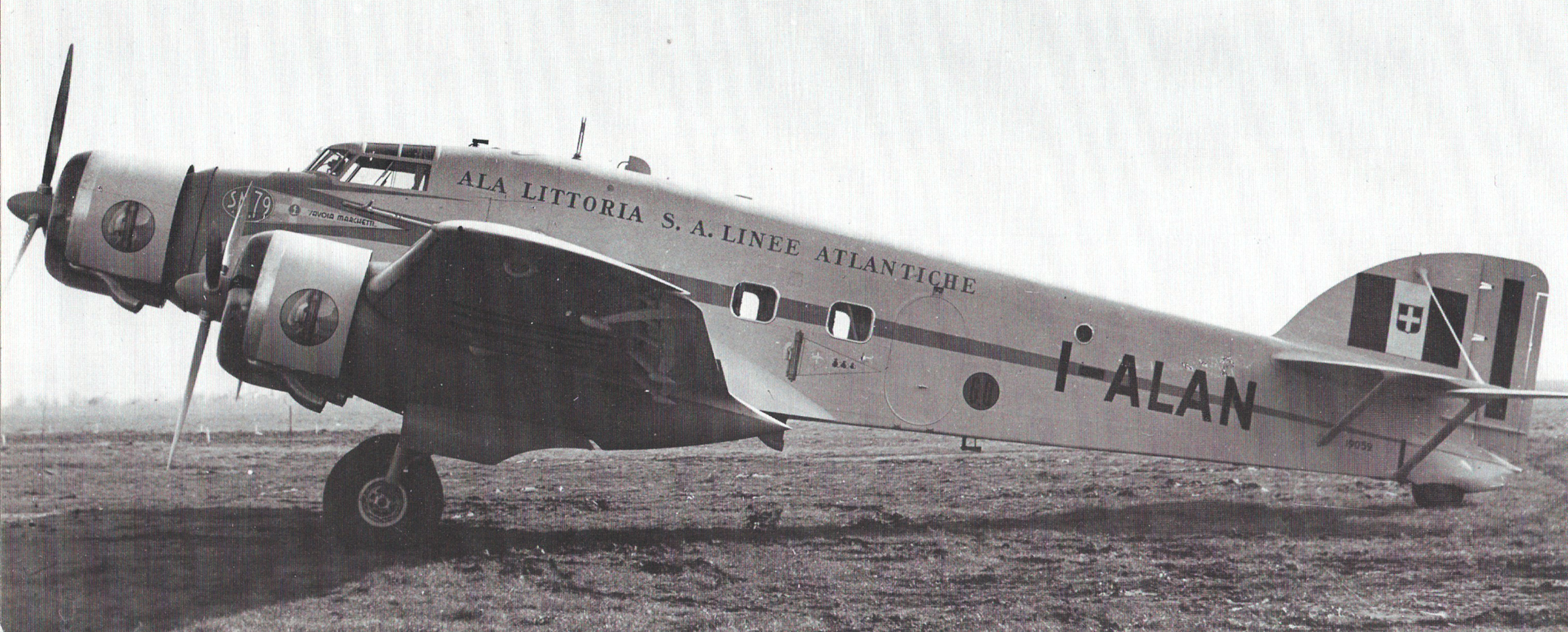
Savoia-Marchetti S.M.79 I-ALAN utilizzato dalla LATI per la rotta Italia-Brasile nel 1939.

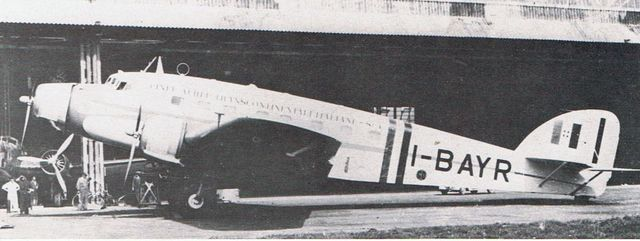
Il Savoia-Marchetti S.M.75 I-BAYR nell'aeroporto di Guidonia, ottobre 1940.

La Linee Aeree Transcontinentali Italiane S.p.A., nota anche con l'acronimo L.A.T.I., fu una compagnia aerea di linea italiana di proprietà statale istituita per effettuare i collegamenti aerei con il Sud America. Ebbe inizio come direzione autonoma all'interno della compagnia statale Ala Littoria S. A., dalla quale fu scorporata in un secondo momento la L.A.T.I.

## Storia

#### Gli antecedenti
Dalla metà degli anni '30 si era manifestata l'esigenza di un collegamento postale veloce con l'America Meridionale, esigenza legata alla numerosa presenza di emigrati italiani residenti principalmente in Brasile, Argentina ed Uruguay. Ala Littoria aveva intavolato trattative con la francese Air France e la tedesca DLH per utilizzare come scali tecnici le loro strutture già presenti in Africana. Nell'impossibilità di stabilire un accordo fu chiesta la collaborazione alla Spagna ed al Portogallo, nazioni politicamente più affini all'Italia dell'epoca.
Il primo volo, che aveva lo scopo di valutare le possibilità di una rotta, fu effettuato nel marzo 1938 dalla cosiddetta "Divisione Linee Atlantiche" di Ala Littoria utilizzando un idrovolante CANT Z.506 C, pilotato dal comandante Carlo Tonini e con Umberto Klinger, presidente della società e promotore dell'iniziativa, come secondo pilota. Il volo fu un successo e permise di raggiungere senza particolari problemi Buenos Aires via Bathurst (Gambia), confermando la fattibilità del progetto.
Tuttavia per la rotta fu decise di utilizzare i velivoli terrestri Savoia-Marchetti S.M.79 e Savoia-Marchetti S.M.83. Per questo era necessario, all'incirca a metà percorso, un aeroporto agibile ad aerei a carrello fisso. Grazie alla collaborazione del Portogallo fu costruito in brevissimo tempo un aeroporto nella Ilha do Sal, un'isola dell'arcipelago di Capo Verde, all'epoca appartenente al territorio metropolitano portoghese. Inoltre furono costruite basi terrestri sulla costa atlantica e fu predisposto il dislocamento di navi e sommergibili nel tratto dell'Oceano Atlantico sorvolato con il compito di fornire copertura radio e dare informazioni meteorologiche.
Nel settembre 1938 erano maturate nuove condizioni al'interno di Ala Littoria e due valenti piloti - il col. Attilio Biseo e Bruno Mussolini - si erano dedicati allo studio dettagliato del progetto, convinti però che avrebbe dovuto essere affidato ad un'entità del tutto indipendente dalla compagnia di bandiera. Dopo una serie di discussioni anche accese la loro opinione prevalse.

#### L'inizio dei collegamenti
L.A.T.I. fu fondata ufficialmente l'11 settembre 1939, pochi giorni dopio lo scoppio della Seconda Guerra Mondiale. Alla carica di presidente fu nominato il gen. Aurelio Liotta mentre Biseo fu nominato direttore generale. L'emblema fu disegnato dal grafico pubblicitario Boccasile: un gabbiano bianco le cui ali ripiegate verso il basso ricordavano la lettera M. Dal 3 ottobre iniziarono alcuni voli sperimentali con S.M.83A e poi anche un S.M.79 (immatricolato I-ALAN). Il volo inaugurale fu effettuato il 21 dicembre su una rotta articolata in tre segmenti:
- Guidonia (Roma) - Siviglia - Villa Cisneros - Ilha do Sal (tratto europeo);
- Ilha do Sal - Fernando de Noronha - Recife (tratto atlantico);
- Recife - Rio de Janeiro (tratto sudamericano).

Purtroppo nel contemporaneo viaggio Sud America-Italia il Savoia-Marchetti S.M.83, immmatricolato I-ARPA e guidato dal pilota Mario Massai, precipitò nei pressi della cittadina di Essaouira (Marocco) con la perdita completa del velivolo e la morte di tutti gli occupanti.
Il servizio fu effettuato inizialmente con cadenza settimanale, con partenza il giovedì dal territorio italiano e raccogliendo lungo il percorso la corrispondenza nazionale e poi spagnola e portoghese. Nel tratto europeo era stato infatti inserito anche uno scalo a Lisbona.

#### Le conseguenze della guerra (1940-1943)
La Seconda Guerra Mondiale divampava in tutta l'Europa Centrale ed influenzò l'attività di L.A.T.I. Il 10 maggio 1940 avvenne un'interruzione del servizio per alcune settimane. Dopo il 10 giugno 1940, data della dichiarazione di guerra contro Francia e Regno Unito, cominciarono a prendere corpo una serie di sospetti sui "ruoli paralleli" della società nell'America meridionale. Tra le accuse formulate sottovoce il contrabbando di minerali rari e diamanti industriali e l'esatta localizzazione di navi britanniche lungo le coste dell'oceano. Sospetti rinforzati dal fatto che sommergibili tedeschi avevano operato con efficacia contro naviglio britannico nel giugno-luglio 1941, in coincidenza con un picco di voli L.A.T.I. che venivano effettuati anche con Savoia-Marchetti S.M.75.
La controparte brasiliana si mosse con cautela e, inizialmente, ai fornitori di carburante furono imposti limiti di quantità al rifornimento dei velivoli italiani. Questo non impedì di aggiungere la tratta Rio de Janeiro-Buenos Aires nel luglio 1941. L'intero volo transatlantico dovette essere ridotto ad uno solo al mese e definitivamente interrotto il 19 dicembre 1941 a seguito dell'entrata in guerra degli Stati Uniti, che controllavano lo spazio aereo atlantico. A seguito di una lettera derisoria (ma poi risultata poi contraffatta) il presidente del Brasile Getulio Vargas ordinò la revoca dei diritti di atterraggio e l'arresto del rappresentante di L.A.T.I. Il 27 dicembre la società perdeva ogni diritto in terra brasiliana e cinque velivoli (due SM.75, un SM.76, un SM.82 ed un SM.83) erano posti sotto sequestro a Natal, Recife e Rio de Janeiro.
Dopo l'ingresso dell'Italia nel conflitto lo Stato Maggiore dell'Aeronautica impose la militarizzazione dell'aviazione civile che passò sotto il controllo del Comando Servizi Aerei Speciali (CSAS), appositamente istituito. Nel periodo operativo furono effettuati circa un centinaio di voli transatlantici in andata ed altrettanti in senso inverso. I passeggeri trasportati furono oltre 1.780, le merci oltre 143.000 chilogrammi e la posta oltre 12.000.
Dopo la fine delle attività nell'America Meridionale L.A.T.I. si dedicò solo a rotte in Europa (Atene, e le già consolidate Siviglia e Lisbona) e in Africa (Algeri, Bengasi, Derna, Tripoli, Tunisi). In questa fase, in varie occasioni spesso legate ad azioni armate, dovette lamentare la perdita di un Fiat G.12, sette SM.75, due SM.79T, due SM.82 e cinque SM.83. Poi, assieme alla consorella Ala Littoria, seguì le vicende militari e politiche del tumultuoso 1943: sbarco degli Alleati in Sicilia, defenestrazione di Benito Mussolini, armistizio dell'8 settembre.

#### L'aerolinea fantasma (1946-1949)
Alla fine del conflitto l'azienda, pur legalmente ancora esistente dal settembre 1946, non era però in grado di riprendere alcun tipo di attività. Questa fu affidata, a partire dal 16 maggio 1949, ad Alitalia che, esattamente un anno più tardi, integrò personale e proprietà residue. L.A.T.I. fu messa in liquidazione nel 1955 e dissolta definitivamente l'anno seguente.

## Flotta
- Fiat G.12 della serie LGA
- Savoia-Marchetti S.73
- Savoia-Marchetti SM.75 della serie C
- Savoia-Marchetti SM.76
- Savoia-Marchetti SM.79 della serie T
- Savoia-Marchetti SM.82
- Savoia-Marchetti SM.83

## Curiosità
Tra il 1939 e il 1941 lavorò, in qualità di direttore commerciale, Charles Ponzi, inventore dell'omonimo schema: ottenne l'incarico grazie all'intercessione di Attilio Biseo, cugino di Ponzi.